# Mur Aureliana
Mur Aureliana (wł. mura aureliane) – obronne mury miejskie wzniesione wokół starożytnego Rzymu w latach 272–282 z inicjatywy cesarza Lucjusza Domicjusza Aureliana (stąd nazwa), w odpowiedzi na najazd Alanów na Italię w roku 268 (kryzys wieku III). Budowę muru ukończył cesarz Probus. Fortyfikacje objęły swym zasięgiem Rzym na lewym brzegu Tybru oraz niewielki umocniony przyczółek na prawym brzegu tej rzeki. Mur zamykał w swoim obrębie siedem wzgórz miasta, Pole Marsowe oraz Zatybrze. Razem fortyfikacje okrążały teren około 14 km².

## Charakterystyka
Do budowy muru wykorzystano wiele istniejących budowli (między innymi Castra praetoria, Amphitheatrum Castrense, Sepulcrum Cestii). Jego długość wynosiła 19 kilometrów, wysokość od 6 do 8 metrów. Mur był wzniesiony głównie z betonu okładanego cegłą, czym różnił się od murów serwiańskich wzniesionych w czasach republiki. Jego szczyt został wzmocniony blankami, wzdłuż których prowadził przesłonięty korytarz. W odstępach 100 stóp rzymskich (około 30 metrów) wzniesiono kwadratowe wieże z pomieszczeniami, w ścianach których wykuto otwory strzelnicze. We wnętrzu umieszczono machiny miotające pociski. Mur posiadał wewnętrzne pomieszczenia, służące jako magazyny. Fortyfikację wyposażono w 116 latryn. Mur miał 18 bram (między innymi Porta Maggiore), część z nich jest używana do dzisiaj przez ruch kołowy. Przez Porta San Sebastiano wiedzie droga Via Appia.

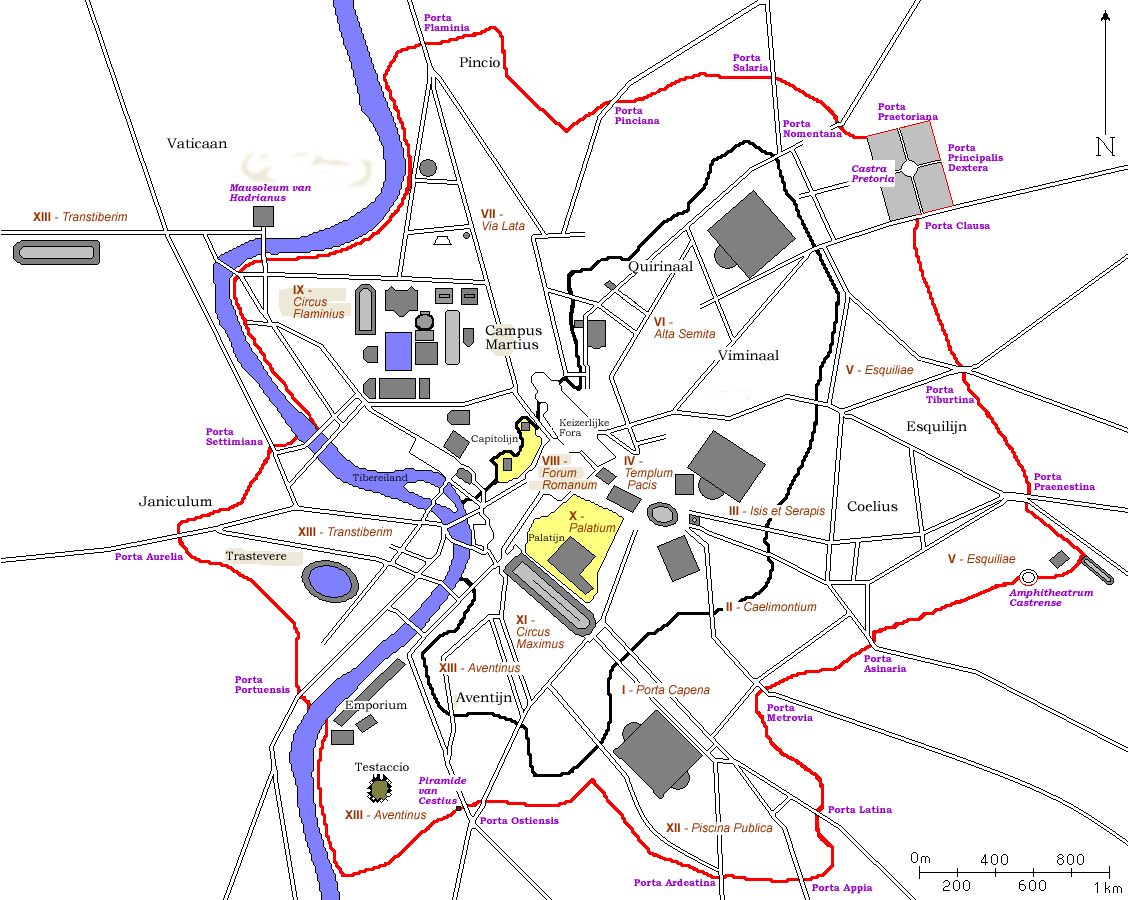
Mur Aureliana zaznaczony na mapie starożytnego Rzymu na czerwono, na czarno mury serwiańskie

## Zastosowanie
Mur Aureliana nie uchronił Rzymu przed zdobyciem przez Wizygotów (410), przez Wandalów (455), przez Francuzów (1849) i przez Włochów (1870).